# Erythmelus rex
Erythmelus rex är en stekelart som först beskrevs av Girault 1911.  Erythmelus rex ingår i släktet Erythmelus och familjen dvärgsteklar. Inga underarter finns listade i Catalogue of Life.